# Коротких, Евгений Юрьевич
Евгений Юрьевич Коротких (род. 14 сентября 1973 года, Новосибирск) — российский спортсмен и тренер по джиу-джитсу. Заслуженный тренер России (2020). Чемпион России по джиу-джитсу (2008).

## Биография
Родился 14 сентября 1973 года в Новосибирске. В 1998 году окончил Новосибирскую государственную академию экономики и управления по специальности «менеджер». Позже окончил Российский государственный университет физической культуры, спорта, молодёжи и туризма по специальности «Теория и методика прикладных видов спорта и экстремальной деятельности».
В 1984 году начал заниматься боксом в СК «Север» под руководством Цыганцова Владимира. В начале 1990-х годов занимался армейским рукопашным боем и дзюдо. В 1996 году под руководством Олега Анатольевича Панкратова начал заниматься джиу-джитсу.
В 2008 году, после победы на чемпионате России по джиу-джитсу, получил звание «Мастер спорта России», а также почётное звание «Мастер боевых искусств России» от Российского союза боевых искусств.
Обладатель чёрного пояса VI дана по джиу-джитсу WJF, чёрного пояса IV дана по спортивному джиу-джитсу РФД, чёрного пояса по бразильскому джиу-джитсу.
Многократный призёр чемпионатов мира и Европы по джиу-джитсу среди мастеров.
🥇1 место Чемпионат Москвы по джиу-джитсу, 2007 год, Москва, радел дуо-систем (технические соревнования)
🥇1 место Чемпионат России по джиу-джитсу, 2008 год, город Санкт-Петербург, раздел дуо-систем (технические соревнования)
🥉3 место Чемпионат мира по спортивной борьбе грэпплинг🥋 UWW, 2016 год, Минск, Белоруссия, раздел GI, весовая категория 77 кг, MASTERS.
🥉3 место Чемпионат мира по джиу-джитсу среди полицейских, 2017 год, Банско, Болгария, раздел не-ваза, весовая категория 85 кг, MASTERS.
🥇1 место Чемпионат мира по джиу-джитсу среди полицейских, 2017 год, Банско, Болгария, раздел файтинг, весовая категория 85 кг, MASTERS.
🥉3 место Чемпионат Европы по бразильскому джиу-джитсу (BJJ), 2017 год, Барселона, Испания, весовая категория 76 кг, blue belt, M3.
🥇1 место «Moscow Open BJJ», Москва, 2017 год, весовая категория 82,3, purple belt, M3.
🥈2 место Чемпионат мира по спортивной борьбе грэпплинг🤼♂ UWW, 2017 год, Баку, Азербайджан, весовая категория 77 кг, раздел NO-GI, MASTERS.
🥉3 место Чемпионат мира по спортивной борьбе грэпплинг UWW, 2017 год, Баку, Азербайджан, весовая категория 77 кг, раздел GI, MASTERS.
🥈2 место Чемпионат Европы по бразильскому джиу-джитсу (BJJ) Europe Continental Championship UAE, город Москва, 2018 год, весовая категория 77 кг, purple belt, M2.
🥈2 место «Rome Open International BJJ», весовая категория 76 кг, М3, пурпурные пояса.
🥉3 место Чемпионат Европы по бразильскому джиу-джитсу NO-GI 2018 года, Рим, Италия, весовая категория 73,5 кг, пурпурные пояса.
🥉3 место Чемпионат Европы по бразильскому джиу-джитсу (BJJ), 2018 год, Барселона, Испания, весовая категория 76 кг, пурпурные пояса, MASTERS.
🥉3 место Чемпионат Европы по джиу-джитсу (JJIF), Польша, город Гливице, 2018 год, раздел не-ваза, весовая категория 70 кг, МASTERS.
🥈2 место Чемпионат мира по спортивной борьбе грэпплинг UWW, 2018 год, Астана, Казахстан, весовая категория 77 кг, раздел GI, MASTERS.
🥈2 место Чемпионат мира по бразильскому джиу-джитсу (UAEJJF), 2019 год, ОАЭ, Абу-Даби, весовая категория 77 кг, коричневые пояса, MASTERS.
🥉3 место Чемпионат Европы по джиу-джитсу (JJIF), июнь 2019, Бухарест, Румыния, весовая категория 85 кг, раздел не-ваза, MASTERS.
🥈2 место Чемпионат мира по джиу-джитсу (JJIF), ноябрь 2019, Абу-Даби, 🇦🇪, весовая категория 85 кг, раздел файтинг, MASTERS.
🥉3 место Чемпионат мира по джиу-джитсу (JJIF), ноябрь 2019, Абу-Даби, 🇦🇪, командные соревнования ADULTS.
🥈2 место Чемпионат мира по джиу-джитсу (JJIF), июль 2023, Улан-Батор, Монголия), весовая категория 85 кг, раздел файтинг, MASTERS.
С 2002 по 2003 год помощник депутата государственной думы Фомина Александра Анатольевича.
В 2005 году в Москве вместе с группой единомышленников основал спортивный клуб боевых искусств «Сибирский Барс», президентом которого является до сих пор. Многие воспитанники клуба являются членами сборной команды России по джиу-джитсу.
С 2005 года занимается тренерской работой. Подготовил 1 заслуженного мастера спорта, 6 мастеров спорта международного класса, 30 мастеров спорта. Среди его воспитанников — чемпион мира по джиу-джитсу 2012 года Алексей Иванов, многократный чемпион мира и Европы по джиу-джитсу Дмитрий Бешенец, двукратный чемпион Европы по грэпплингу (2016, 2017) Артём Петухов, многократный призёр чемпионатов мира и Европы Мария Бехер, многократный призёр чемпионатов мира и Европы Ирина Куприна, призёр чемпионатов мира и Европы Александра Магамедова и другие.
Отличник физической культуры и спорта РФ.
Официальный представитель Всемирной федерации джиу-джитсу и хокуторю в России. Вице-президент Федерации джиу-джитсу Московской области. Вице-президент Федерации универсального боя Москвы.
С 2009 по 2014 год заместитель генерального директора Московского центра боевых Искусств (МЦБИ).
В 2016—2017 годах был вице-президентом Всероссийской Федерации грэпплинга.
В июле 2020 года с командой единомышленников основал некоммерческую организацию «Ассоциация клубов единоборств»
В июне 2021 года была создана  региональная физкультурно-спортивная общественная организация «Федерация джиу-джитсу Тульской области», которую возглавил Е. Ю. Коротких.
В 2023 году в России была создана международная академия по бразильскому джиу-джитсу Supernova BJJ Academy, возглавил которую Коротких Е. Ю. 
В октябре 2020 года был удостоен звания «Заслуженный тренер России».

## Награды, благодарности
- Благодарность от губернатора Московской области Воробьева А. Ю.

- Благодарственное письмо от губернатора Тульской области Дюмина  Алексея Геннадьевича (2023)